# ブルーノ・ヴィアナ・ヴィレメン・ダ・シウヴァ
ブルーノ・ヴィアナ（1995年2月5日 - ）はブラジルのサッカー選手。ポジションはDF。武漢長江足球倶楽部所属。

## 経歴
2016年8月31日、オリンピアコスFCに移籍した。
2017年7月7日、SCブラガに期限付き移籍。2018年3月1日に300万ユーロで完全移籍した。
2021年2月12日、CRフラメンゴに期限付き移籍。
2022年2月9日、FCヒムキに期限付き移籍。
2022年4月28日、武漢長江足球倶楽部に移籍した。